# Barney Greenway

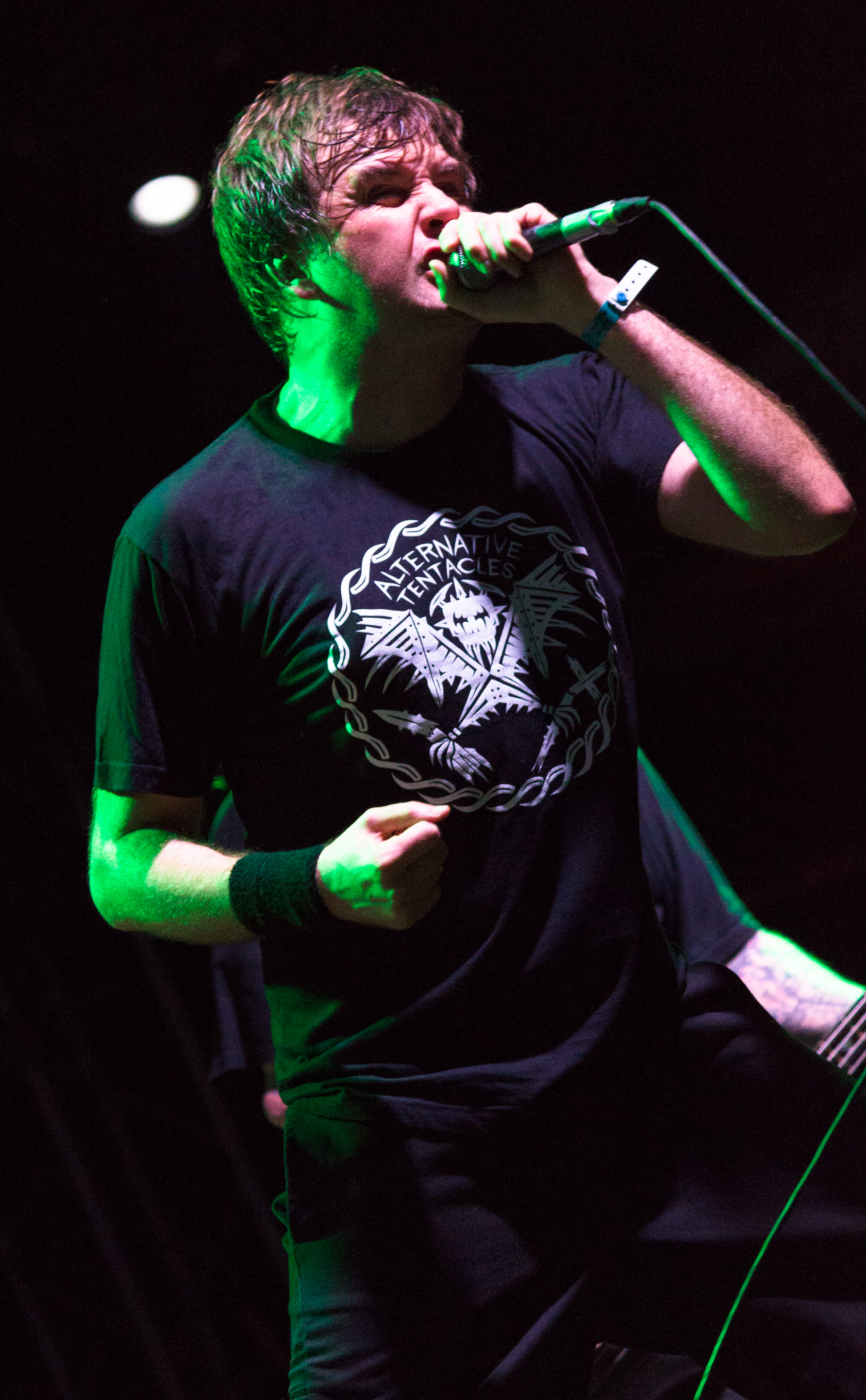
Mark „Barney“ Greenway (2015)

Mark „Barney“ Greenway (* 13. Juli 1969 in Birmingham, England) ist ein britischer Rockmusiker und Sänger der Grindcore-/Death-Metal-Band Napalm Death.

## Biographie
Greenway wurde 1969 in Great Barr, einem Vorort von Birmingham, geboren. Zusammen mit seinem Bruder verlebte er eine nach eigenen Angaben glückliche Kindheit, bis er im Alter von 17 Jahren von zu Hause wegzog.
Seine musikalische Karriere begann er 1988 bei der englischen Death-Metal-Band Benediction. Mit Benediction veröffentlichte er ein Album, bevor er zu Napalm Death wechselte, bei denen er heute noch als Sänger aktiv ist. Ab 1995 war Greenway dann auch Sänger der Grindcore-Band Extreme Noise Terror, mit denen er ebenfalls ein Album veröffentlichte, bevor er 1997 wieder aus der Band ausschied. 1998 gründete er zusammen mit Carl Stokes von Cancer die Band Nothing but Comtempt, mit der er jedoch keine Veröffentlichungen tätigte.
Bei der Progressive-Metal-Band Dream Theater hat er bei einem Live-Auftritt gesungen. Zeitweise schreibt Greenway Platten-Reviews für die Magazine Kerrang! und Rock Hard.
Markenzeichen von Greenway ist der tiefe gutturale Gesang. Er gehörte in den späten 1980er Jahren neben den früheren Napalm-Death-Sängern Nicholas Bullen und Lee Dorrian zu den Sängern, welche den Stil früher Vertreter des sog. Death-Grunt durch Hinzufügen aggressiver Elemente und durch eine noch tiefere Tonlage weiterentwickelten.

## Person
Barney Greenway ist seit seinem 14. Lebensjahr Vegetarier und unterstützt die Tierschutzorganisation PETA. Er gilt als politisch linksgerichtet und engagiert sich ehrenamtlich u. a. in der britischen Musikergewerkschaft. In Interviews äußert sich Greenway ausführlich zu seiner politischen Haltung und seinen gesellschaftskritischen Texten, seine politische Haltung kommt z. B. in der Coverversion Nazi Punks Fuck Off von der Band Dead Kennedys zum Ausdruck, die er zusammen mit seiner Band Napalm Death aufnahm.
Seinen Spitznamen „Barney“ (nach der gleichnamigen Comicfigur aus der Serie Familie Feuerstein) erhielt er vom Schlagzeuger der englischen Crustcore-Band Doom, weil Greenway in alkoholisiertem Zustand etwas unkoordiniert war und so an den Tollpatsch aus der Comic-Serie erinnerte.
Als wichtigen Einfluss gibt er Kam Lee von Death (später Massacre) an.

## Diskographie

### Benediction
- 1989 The Dreams You Dread (Demo)
- 1990 Confess All Goodness (Split-EP mit Pungent Stench)
- 1990 Subconscious Terror

### Napalm Death
- 1990 Suffer the Children (EP)
- 1990 Live at the ICA in London (live)
- 1990 Harmony Corruption
- 1992 Death by Manipulation
- 1992 Utopia Banished
- 1992 The World Keeps Turning (EP)
- 1994 Fear, Emptiness, Despair
- 1995 Greed Killing (EP)
- 1996 Diatribes
- 1996 Cursed to Tour (Split-CD mit At the Gates)
- 1997 Inside the Torn Apart
- 1998 Bootlegged in Japan (Live)
- 1998 Words from the Exit Wound
- 1999 Leaders Not Followers (EP)
- 2000 Enemy of the Music Business
- 2002 Order of the Leech
- 2003 Punishment in Capitals (Live)
- 2004 Leaders Not Followers II
- 2005 The Code Is Red... Long Live the Code
- 2006 Smear Campaign
- 2009 Time Waits for No Slave
- 2012 Utilitarian
- 2015 Apex Predator – Easy Meat
- 2020 Throes of Joy in the Jaws of Defeatism
- 2022 Resentment is Always Seismic - A Final Throw of Throes (EP)

### Extreme Noise Terror
- 1997 Damage 381